# Pareutropius buffei
Pareutropius buffei es una especie de peces de la familia Schilbeidae en el orden de los Siluriformes.

## Morfología
• Los machos pueden llegar alcanzar los 8,1 cm de longitud total.

## Reproducción
Es ovíparo y los huevos no son protegidos por los padres.

## Hábitat
Es un pez de agua dulce y de clima tropical (24 °C-27 °C ).

## Distribución geográfica
Se encuentran en África: ríos  Ouémé (Benín)  Ogun (Nigeria) y  Níger.